# 锦江电站水库
锦江电站位于湖南省怀化市麻阳县，是一座以发电、防洪为主的中型水库，库容约4795万立方米，水库坝高约22.8米，正常蓄水位约130.5米。